# Симетричні лади
Лади обмеженої транспозиції (Симетричні лади) в музиці — лади модального типу (див. Модальність), звукоряд яких утворюється поділом рівномірно темперованої (12-півтонової) октави на однакові інтервали або їх комбінації («комірки»).

## Загальна характеристика
Визначення «симетричний» означає (тільки в даному контексті) специфічну властивість симетричних ладів — відновлюваність комірок у структурі, наприклад, блок трипівтон+півтон «симетрично» заповнює октаву: 3+1 | 3+1 | 3+1. Узагальнений термін «симетричні лади», запропонований Ю. М. Холоповим у 1970-х рр., використовується тільки в російському музикознавстві; в Європі і США йому близький термін «лади обмеженої транспозиції» (запропонований О. Мессіаном, фр. modes à transposition limitée). У вченні про гармонію Холопова одинадцять симетричних ладів, у Мессіана їх сім. Найчастіше у професійній музичній практиці зустрічаються перший лад (2 | 2 | 2 | 2 | 2 | 2; також відомий під назвами «цілотоновий лад», «збільшений лад») і другий (відомий як «зменшений лад»; його звукоряд відомий під назвою «гама Римського-Корсакова», в англомовній традиції — «октатоніка» (англ. octatonic scale); 1+2 | 1+2 | 1+2 | 1+2 або 2+1 | 2+1 | 2+1 | 2+1).
Штучність структури звукорядів, з одного боку, надає симетричним ладам екзотичного звучання (звідси обмеження їх етосу галуззю «казковості», «інфернальності», метафізичного «вічного сяйва» тощо.), з іншого боку, сильно обмежує або навіть робить неможливим модуляційний розвиток і веде до ладової статики. З цієї причини якийсь один вибраний симетричний лад (за винятком гемітоніки, яку частіше вважають інтервальною системою, але не «ладом») не використовується як єдиний принцип звуковисотної організації цілого. Найчастіше симетричні лади вбудовуються в гармонію конкретного музичного твору або (у XX ст.) комбінуються один з одним і з іншими техніками композиції. Прикладом може бути п'єси з циклу "20 поглядів на немовля Ісуса" О. Мессіна.

## Лади Мессіана
О. Мессіан систематизував і надалі використовував у своїй творчості такі лади
Перший лад, складається з півтонів. Має лише дві транспозиції.
 Playⓘ
Другий лад,  чергується тон - півтон. Має три транспозиції
 Playⓘ
Третій лад складається з тьох груп по три ноти в кожній. Має чотири транспозиції
 Playⓘ
Четвертий лад містить інтервали півтон, півтон, мала терція, півтон, півтон, півтон, мала терція, півтон має шість транспозицій
 Playⓘ
П’ятий лад містить інтервали півтон, велика терція, півтон, півтон, велика терція, півтон – він має шість транспозицій
 Playⓘ
Шостий лад має інтервали тон, тон, півтон, півтон, тон, тон, півтон, півтон – він має шість транспозицій, як і тритон, і чотири лади.
 Playⓘ
Сьомий лад містить інтервали півтон, півтон, півтон, тон, півтон, півтон, півтон, півтон, тон, півтон – він має шість транспозицій, як і тритон, і п’ять ладів.
 Playⓘ

## Використання
Цілеспрямовано й систематично симетричні лади першими почали використовувати Ф. Ліст (наприклад, у фортепіанній сонаті «Після прочитання Данте» [1849] й у «Фауст-симфонії» [1856]), М. І. Глінка (в опері «Руслан і Людмила» 1842 р.: Акт I, сцена викрадення Людмили, сцена поєдинка Руслана з Чорномором та ін.). У другій половині XIX і початку XX ст. симетричні лади зустрічаються в О. С. Даргомижського, особливо послідовно й різноманітно — в М. А. Римського-Корсакова, також у А. К. Лядова, О. М. Скрябіна, К. Дебюссі і раннього М.Равеля. У першій половині XX ст. частіше за інших до симетричних ладів звертались Б. М. Лятошинський, М. І. Вериківський, І. Ф. Стравинський і Мессіан, іноді також В. д'Енді, Б.Барток, Л.Даллапіккола та інші. 
Симетричні лади також використовуються (поряд з іншими модальними техніками) у джазі.